# Turnix worcesteri
O toirão-de-lução (Turnix worcesteri) é uma espécie de ave da família Turnicidae.
É endémica das Filipinas.
Os seus habitats naturais são: campos rupestres subtropicais ou tropicais.